# Crash (The Good Wife)
Crash (Colisão em português), é o quinto episódio da primeira temporada da série de televisão The Good Wife. Estreou em 20 de outubro de 2009 nos Estados Unidos e teve uma audiência de 13,26 milhões de pessoas.

## Sinopse
Neste episódio, Alicia e Will tem 72 horas para provar que três trabalhadores de uma indústria de trem não foram culpados pelo acidente que os matou. Kalinda não ajuda no caso, pois foi deslocaa por Diane para investigar um caso com uma advogado que Diane estava namorando.
A testemunha que pode provar que foi erro da indústria, não quer falar pois ela estava tento um caso extraconjugal, e se testemunhasse, teria que assumi-lo constrangindo seu marido e filhos. Jackie, contra o que Alicia pediu, leva os netos para a prisão ver Peter, e as duas discutem, pois além desse fato, Jackie falou para Peter que Alicia estava trabalhando até tarde com Will no escritório.